# Hoplopleura spiculifer
Hoplopleura spiculifer är en insektsart som först beskrevs av Paul Gervais 1844.  Hoplopleura spiculifer ingår i släktet Hoplopleura och familjen gnagarlöss. Inga underarter finns listade i Catalogue of Life.